# Beuvry Communal Cemetery Extension
Beuvry Communal Cemetery Extension is een Britse militaire begraafplaats met gesneuvelden uit de Eerste en Tweede Wereldoorlog, gelegen in de Franse gemeente Beuvry in het departement Pas-de-Calais. De begraafplaats werd ontworpen door Wilfred Von Berg en is een militaire uitbreiding van de gemeentelijke begraafplaats van Beuvry in het dorpscentrum. Het terrein heeft een rechthoekig grondplan met een oppervlakte van 846 m² en bevindt zich in de zuidelijke hoek van de gemeentelijke begraafplaats. Ze wordt gedeeltelijk omgeven door een natuurstenen muur en een haag. Centraal staat het Cross of Sacrifice. De begraafplaats wordt onderhouden door de Commonwealth War Graves Commission.
Er liggen 225 doden begraven. 

## Geschiedenis
Het dorp Beuvry was tijdens de hele Eerste Wereldoorlog in Britse handen, ook tijdens het Duitse lenteoffensief van 1918. Van 1914 tot 1916 werd de gemeentelijke begraafplaats van Beuvry gebruikt door Britse eenheden en veldhospitalen voor het begraven van hun gesneuvelden. In maart 1916 begon men met de militaire extensie (uitbreiding), die men tot oktober 1918 bleef gebruiken. Na de oorlog werden nog graven bijgezet die afkomstig waren van de slagvelden ten noorden en ten oosten van Béthune.
Er liggen nu 204 Britse (waaronder 32 niet geïdentificeerde), 2 Zuid-Afrikanen en 1 niet geïdentificeerde Franse gesneuvelde uit de Eerste Wereldoorlog en 18 Britten uit de Tweede Wereldoorlog begraven.

## Graven

### Onderscheiden militairen
- Edward Smith, korporaal bij het 2nd Bn. Lancashire Fusiliers verkreeg het Victoria Cross (VC) voor zijn heldhaftige en koelbloedige leiding van zijn peloton bij het veroveren van een vijandige sectie op 21 en 23 augustus 1918 en het consolideren van hun positie. Eerder ontving hij reeds de Distinguished Conduct Medal (DCM). Bij de aanvang van de Tweede Wereldoorlog werd hij tot luitenant bevorderd en sneuvelde in die rang op 12 januari 1940. Hij was 41 jaar.
- Robert Cunynghame Slade Baker, luitenant bij het Royal Berkshire Regiment werd onderscheiden met het Military Cross (MC).
- Joseph Newman, sergeant bij het Gloucestershire Regiment werd onderscheiden met de Distinguished Conduct Medal (DCM) en de Military Medal (MM).
- sergeant William Gunning, de korporaals A. Harrison en A. Price en de soldaten R. Buchanan en H. Dunn ontvingen de Military Medal (MM).

### Gefusilleerde militair
- James Archibald, soldaat bij het 17th Bn. Royal Scots, werd wegens desertie op 4 juni 1916 gefusilleerd. Hij was 20 jaar.[1]